# اولا
اولا یک نام کوچک است. افراد سرشناس با این نام عبارت‌اند از:
- اولا اسندروپ (زاده ۱۹۷۶)، مجری تلویزیون و خبرنگار اهلدانمارک
- اولا هان (زاده ۱۹۴۶)، شاعر و رمان‌نویس اهل آلمان
- اولا ایساکسون (۱۹۱۶–۲۰۰۰)، نویسنده و فیلم‌نامه‌نویس اهل سوئد
- اولا یاکوبسون (۱۹۲۹–۱۹۸۲)، هنرپیشه اهل سوئد
- اولا زالتزگبر (زاده ۱۹۵۸)، سوارکار زن اهل کشور آلمان در رشتهٔ درساژ
- اورسلا اولا اشمیت (زاده ۱۹۴۹)، سیاست‌مدار اهل آلمان
- اولا استرومستات (۱۹۳۹–۱۹۸۶)، هنرپیشه اهل سوئد